# 小花作助
小花 作助（おばな さくすけ、文政12年2月24日（1829年3月28日） - 明治34年（1901年）1月17日）は、江戸幕府旗本。諱は邦孚、号は白香。海軍大学校教授の小花万次は長男。

## 経歴
尾張藩領信濃国木曽で、幕府小普請方手代の小花咲右衛門の子として生まれる。幼名は作太郎、17歳で家督を継ぎ、作之助と改名した。文久元年（1861年）小笠原島開拓御用を命ぜられ、外国奉行水野忠徳と共に咸臨丸で小笠原諸島の諸島に渡島し、同地の地勢や戸口を調査した上で、住民に対して日本領であることを宣言し、領有の基礎を築いた。水野らの内地帰還後も、八丈島からの移民約30名と共に、約1年半にわたり父島にとどまり、その支配にあたる。同3年（1863年）外交方針の転換に伴い、幕命により引き揚げる。
慶応元年（1865年）外国奉行柴田剛中（貞太郎）が特命理事官としてフランス・イギリスに派遣された際に随行。この一行には、塩田三郎、福地源一郎、岡田摂蔵らが加わり、翌年帰国。慶応3年（1867年）外国奉行支配調役、慶応4年（1868年）町奉行支配調役となる。
明治新政府に出仕し、東京開市場御用掛となる。明治2年（1869年）東京開市場調役、東京府権大属。明治5年（1872年）東京府権典事。明治8年（1875年）内務省地理寮7等出仕、工部省の｢明治丸｣で小笠原諸島を再調査した。
明治9年（1876年）内務省権少丞となり、同年には内務省小笠原島出張所の初代所長を命ぜられ着任。以後、3年にわたり在島し、島民の日本帰化を促進し、小笠原の初期島治に尽力した。

## 著作
- 「小笠原島在勤筆記」
- 「小笠原島略記」